# تماشاگه زمان
موزه زمان یا خانه حسین خداداد که به نام «موزه ساعت» هم شناخته می‌شود یک خانه تاریخی در زعفرانیه و مربوط به دوره قاجار است و در تهران، خیابان ولیعصر، خیابان زعفرانیه، نبش چهارراه پرزین بغدادی واقع شده‌است.
این اثر در تاریخ ۲ بهمن ۱۳۸۲ با شمارهٔ ثبت ۱۰۸۶۸ به‌عنوان یکی از آثار ملی ایران به ثبت رسیده‌است. این بنا خانه شخصی حسین خداداد بوده که پس از انقلاب توسط بنیاد مستضعفان مصادره شده‌است.

## تاریخچه
پیشینه این بنا به دوره قاجاریه برمی‌گردد. این بنا در ابتدا به صورت یک خانه روستایی خشت و گلی و در یک طبقه بوده است که در سال ۱۳۴۲ توسط حسین خداداد، صنعتگر و کارآفرین ایرانی خریداری شد. ساختمان آن در یک طبقه ساخته شده بود و وی با مقاوم‌سازی ساختمان و احداث یک طبقه روی همکف، تغییراتی در بنا ایجاد کرد. خداداد به دلیل علاقه‌ای که به احیای هنر طراحی و گچ بری در ایران داشت، بهترین استاد کاران را برای گچ‌بری خانه‌اش به استخدام گرفت. گچ بری‌های این بنا دوازده سال به طول انجامید و در سال ۱۳۵۶ به پایان رسید. حسین خداداد یک سال در آن خانه زندگی کرد و پس از انقلاب ایران، علی‌رغم اینکه هیچ سمت و پست و مقام سیاسی نداشت، تمام دارایی وی و این ساختمان در جریان مصادره اموال در سال نخست پس از انقلاب، توسط بنیاد مستضعفان مصادره شد و هم‌اکنون با نام تماشاگه زمان برای بازدید عموم دایر است.
تزیینات و آرایه های معماری به کار رفته در این بنا شامل: گچ بری، گره چینی، منبت کاری، آجرکاری، کاشی کاری، حجاری و آیینه کاری است. گچ بری های بیرونی و داخلی بنا حدود 13 سال (1343 تا 1356) به طول انجامیده است و گروهی چهل نفره از بهترین استادکاران و هنرمندان زبده، با همراهی اساتیدی چون حاج عبدالکریم نوید تهرانی، استاد فرهاد یحیی پور و استاد حاج علی شیخی در خلق این اثر مشارکت داشته اند.

## درباره
«تماشاگه زمان» مجموعه‌ای از ابزارهای زمان‌سنجی و گاه‌شماری است که در محوطه‌ای به گستره ۵۰۰۰ مترمربع و عمارتی با زیربنای ۷۰۰ مترمربع سازماندهی شده‌است.
این موزه به عنوان نخستین موزه ساعت در ایران شناخته می‌شود.
در داخل ساختمان موزه که از دو طبقه تشکیل شده، سیر تکامل انواع ساعت‌های مکانیکی متعلق به سده‌های هفدهم تا بیستم میلادی در معرض نمایش قرار گرفته‌است، ساعت‌هایی نظیر ساعت شاهینی، آونگی، رومیزی، دیواری در این بخش قرار دارند. در طبقه دوم موزه ساعت‌های جیبی معمولی و ساعت‌های جیبی سفارشی متعلق به شخصیتهای تاریخی و سیاسی، ساعت‌های ویژه‌ای چون ساعت کارت زنی، شیفت نگهبانی، ساعت کشتی و همچنین ساعت‌های مچی در انواع دستبندی و دو زمانه به چشم می‌خورد. در بخش تقویم‌ها نیز گاهنامه‌های ایرانی، به علاقه‌مندان ارائه شده‌است.
در محوطهٔ این تماشاگه ساعت‌های نخستین مانند ساعت آفتابی، ساعت شنی، ساعت آبی و ساعت سوختی قرار گرفته‌اند. در درون عمارت نیز ساعت‌های مکانیکی دیواری، رومیزی، جیبی و مچی قرار گرفته‌اند. همچنین بخشی از عمارت به اسنادی دربارهٔ گاهشماری جلالی و پیشینه آن در ایران اختصاص یافته‌است.
مجموعه ها و‌ بخش های موزه :
- طبقه همکف:
  - ساعت‌های آفتابی، آبی، شنی، شمعی و روغنی
  - ساعت‌های دیواری و ایستاده اروپایی از قرون ۱۸ تا ۲۰
- طبقه دوم:
  - ساعت‌های مچی و جیبی متعلق به مشاهیر ایرانی مانند دکتر حسابی، جمشید مشایخی و شهید آوینی
  - ابزارهای تعمیر ساعت و اسناد گاه‌شماری
- محوطه بیرونی:
  - ساعت‌های بزرگ آفتابی و شنی
  - حوض سنگی با دو شیرسنگی نفیس
  - کافه و فروشگاه صنایع‌دستی
  - درباره مجموعه: ویژگی‌ها و بخش‌های اصلی موزه:
    - ساختمان تاریخی:  عمارت موزه، متعلق به حسین خداداد، از تاجران سرشناس دهه‌ی ۱۳۴۰ شمسی بوده که پس از انقلاب اسلامی مصادره و به مرور به عنوان موزه بازسازی شد.
    - مجموعه‌ی اشیاء موزه‌ای:  در این موزه انواع ساعت‌ها و ابزارهای اندازه‌گیری زمان نگهداری می‌شود، از جمله:
      - ساعت‌های آفتابی
      - ساعت‌های شنی
      - ساعت‌های آبی
      - ساعت‌های مکانیکی قدیمی
      - ابزارهای دریانوردی و نجومی مربوط به سنجش زمان

    - بخش ساعت‌های مشاهیر:  در بخشی از موزه ساعت‌های متعلق به شخصیت‌های تاریخی معروف (همچون ساعت شخصی ناصرالدین‌شاه قاجار) به نمایش گذاشته شده.
    - باغ موزه:  فضای باغی اطراف عمارت به عنوان محیطی برای بازدید عمومی آماده شده و مجسمه‌هایی از انواع ساعت‌های قدیمی در باغ نصب شده‌اند.
    - کتابخانه‌ی تخصصی:  موزه دارای یک کتابخانه‌ی تخصصی در زمینه‌ی گاه‌شماری، تاریخ ساعت‌سازی و دانش زمان است.

## نشانی

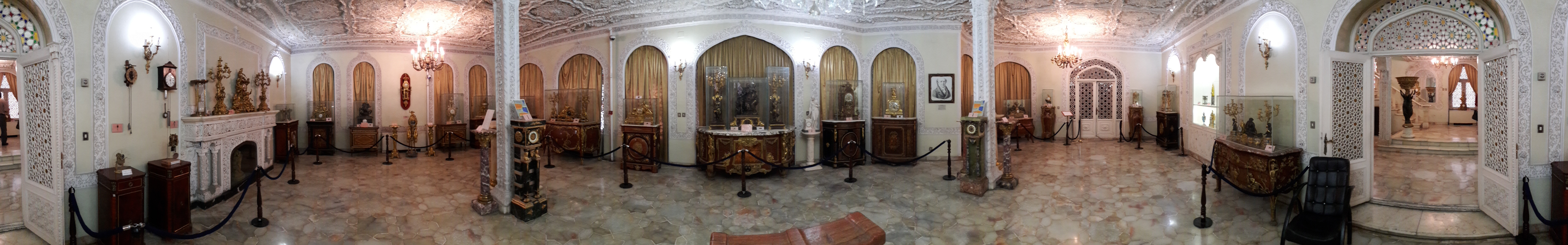
درون موزه "تماشاگه زمان"

موزه "تماشاگه زمان" در تهران، خیابان ولی‌عصر، ابتدای خیابان سرلشکر فلاحی (زعفرانیه)، نبش چهارراه پرزین بغدادی، پلاک ۱۲ واقع شده‌است.
دسترسی:
- مترو: نزدیک‌ترین ایستگاه مترو، ایستگاه تجریش است. از آنجا می‌توان با تاکسی یا پیاده به موزه رسید.
- اتوبوس: خط BRT راه‌آهن–تجریش، ایستگاه باغ فردوس.

### وسایل موزه

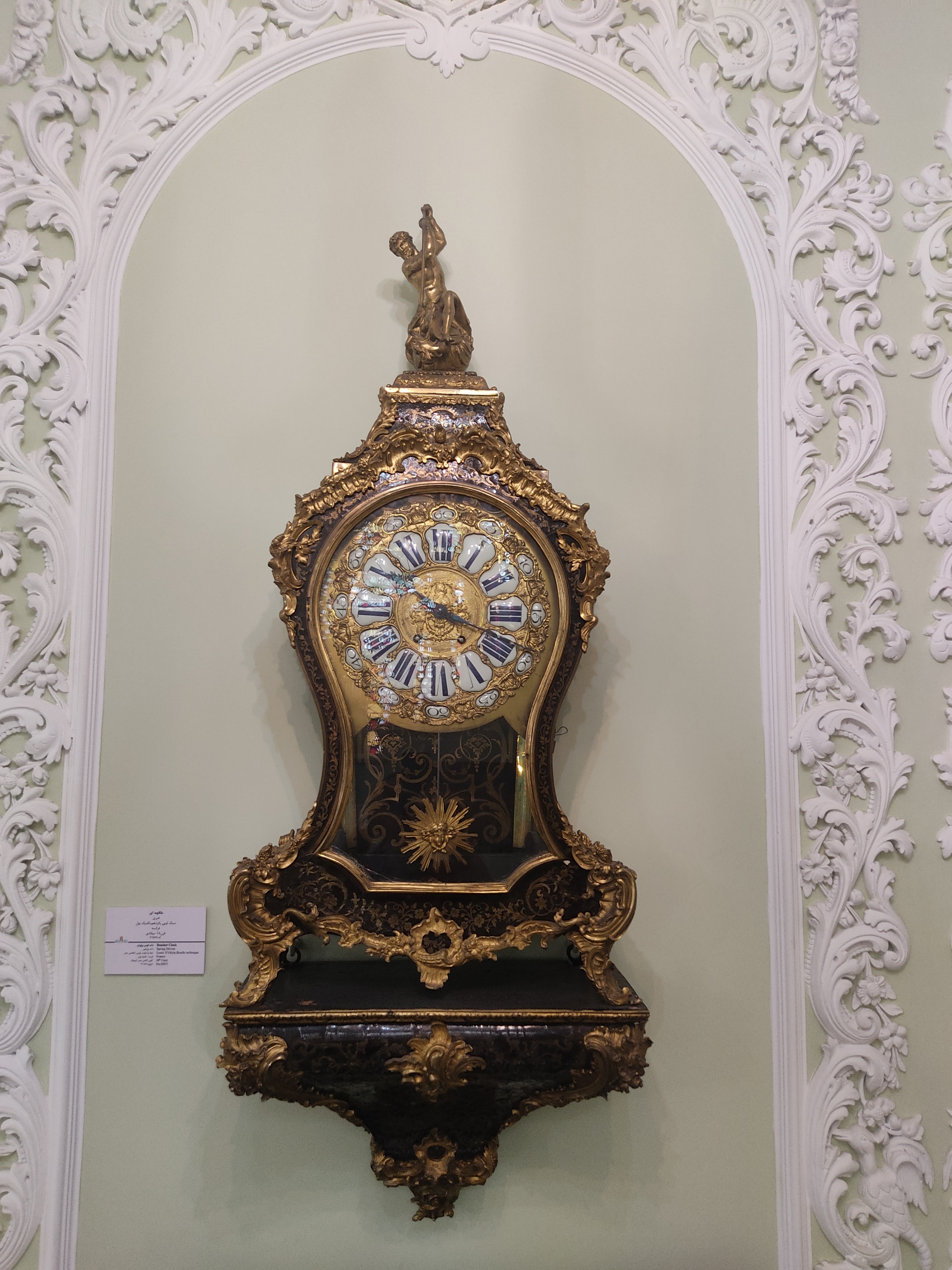
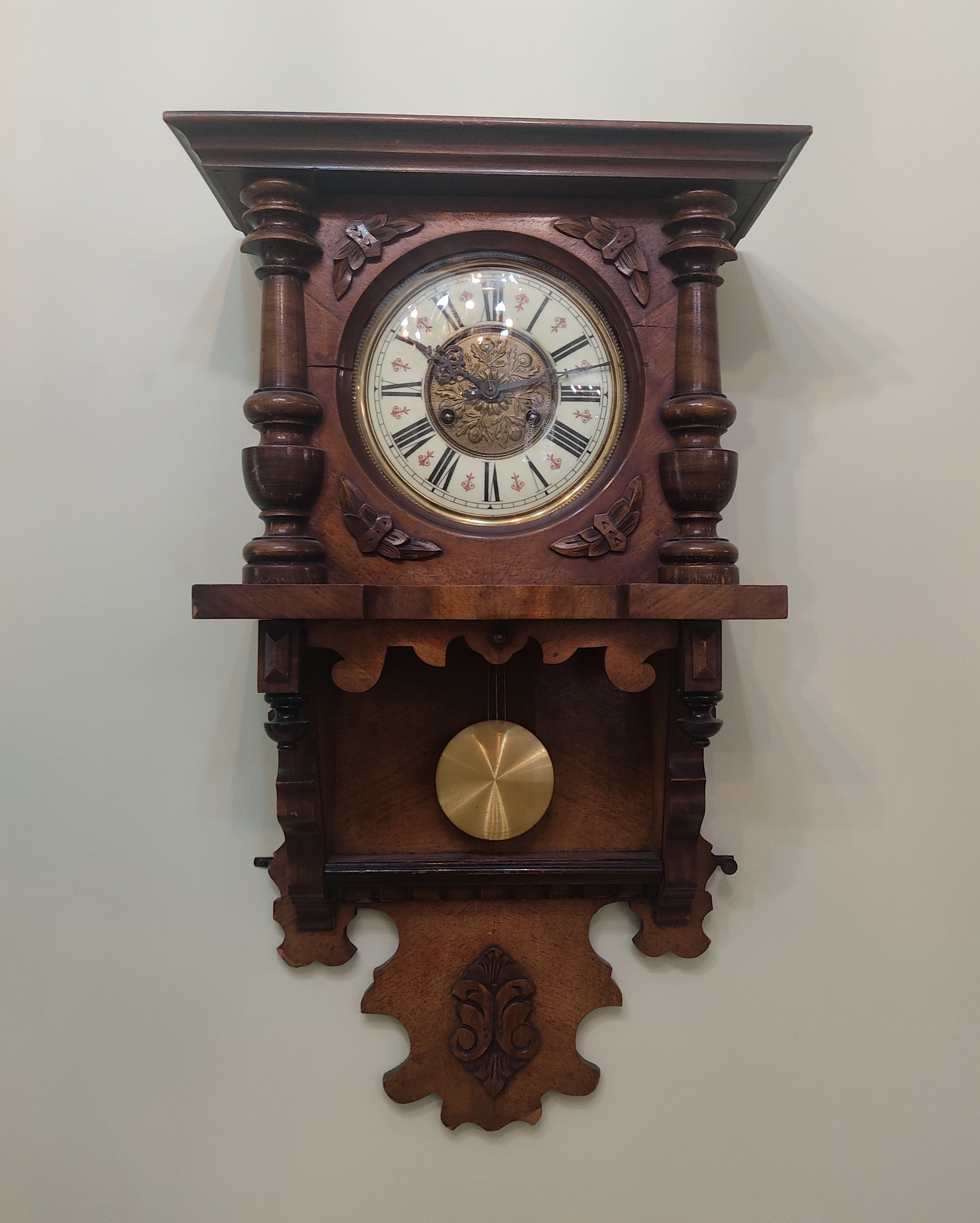
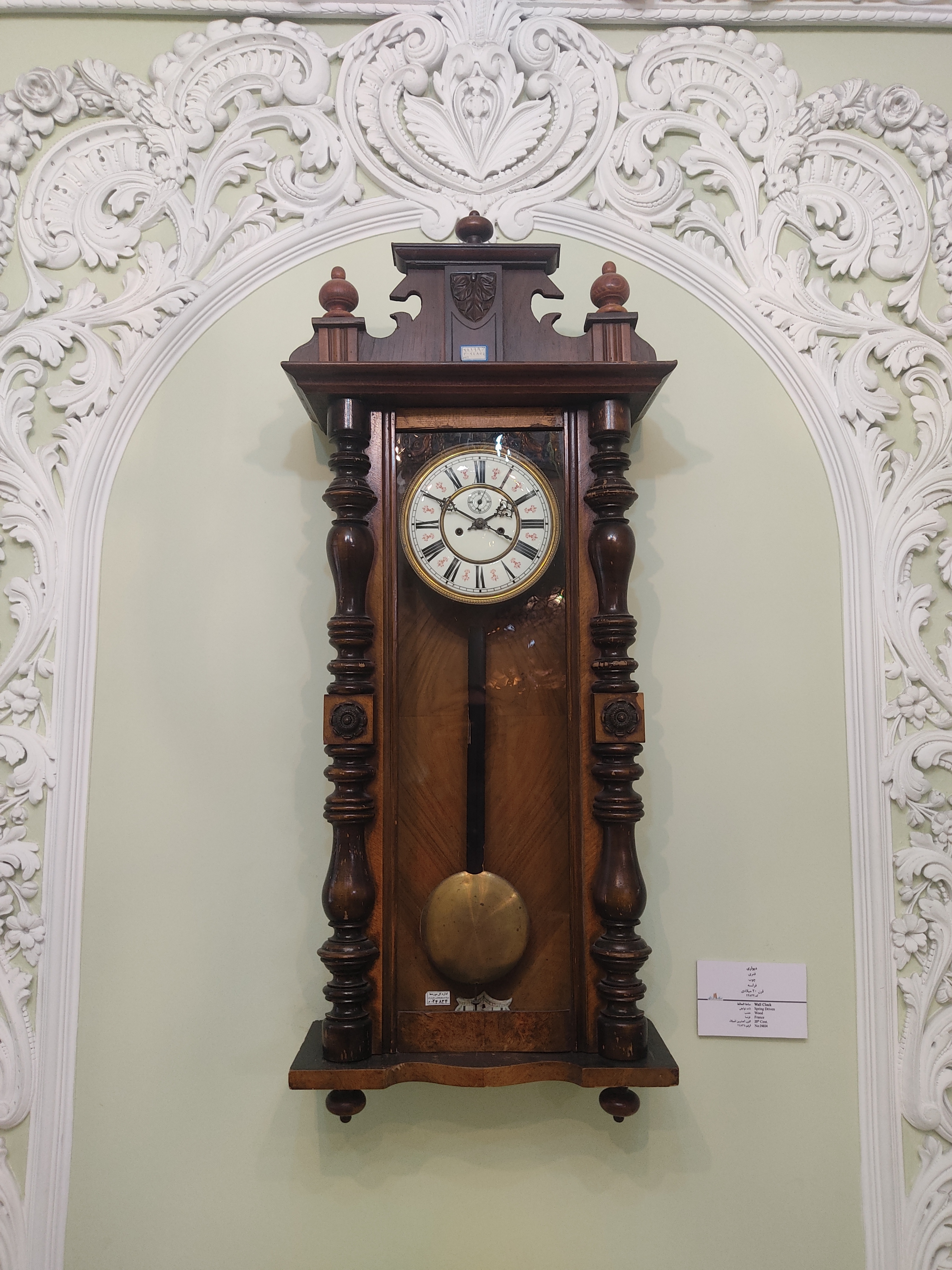
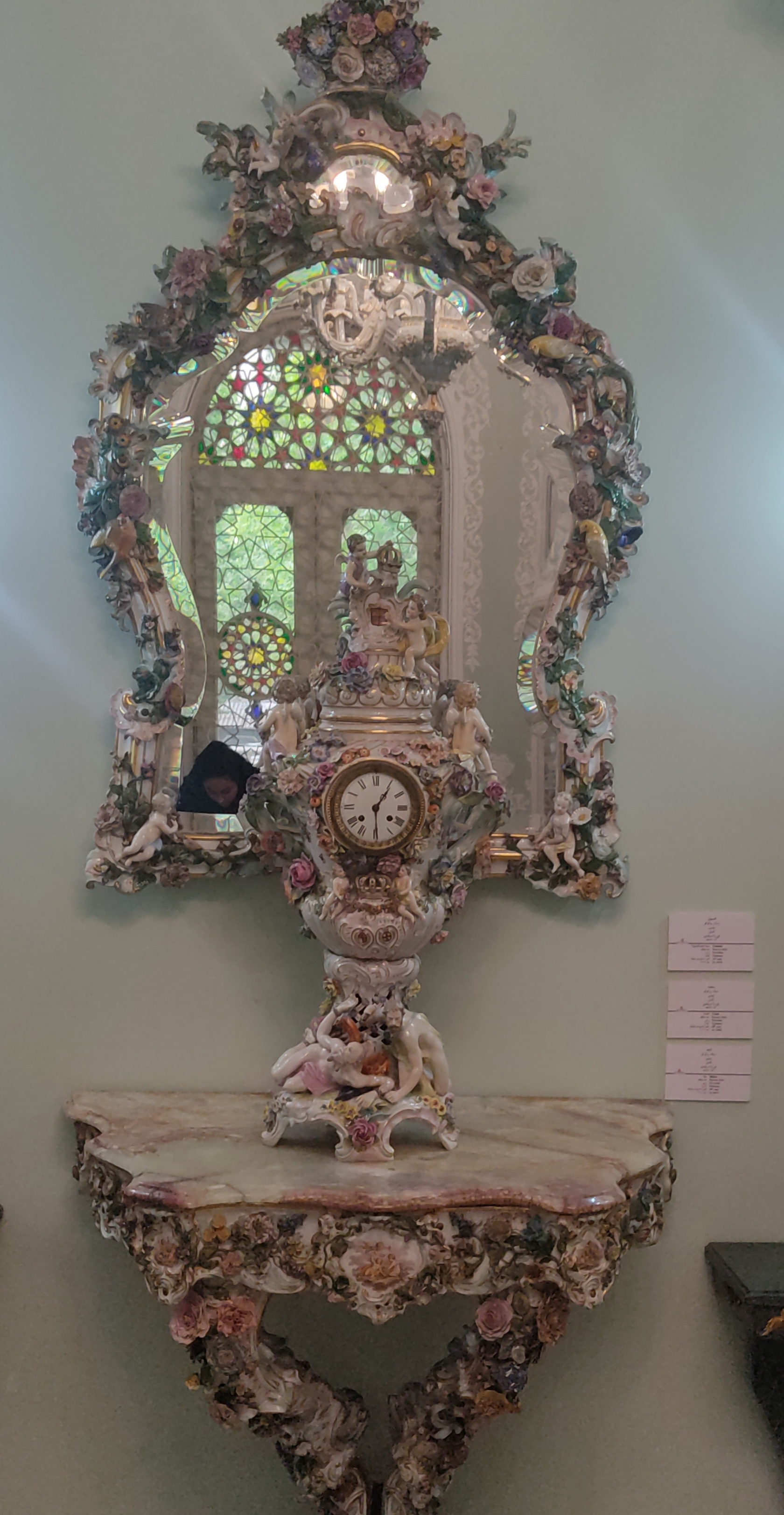
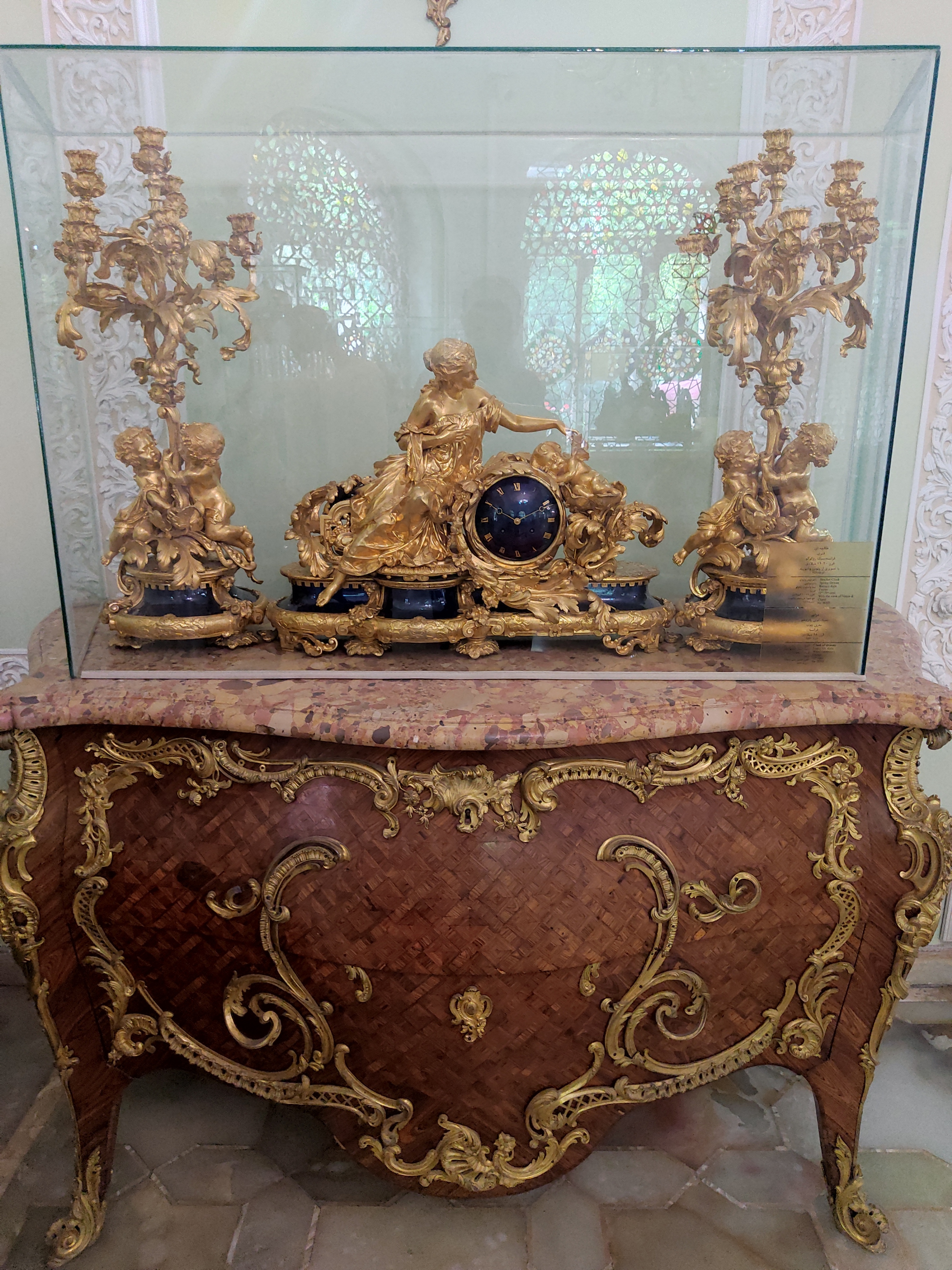
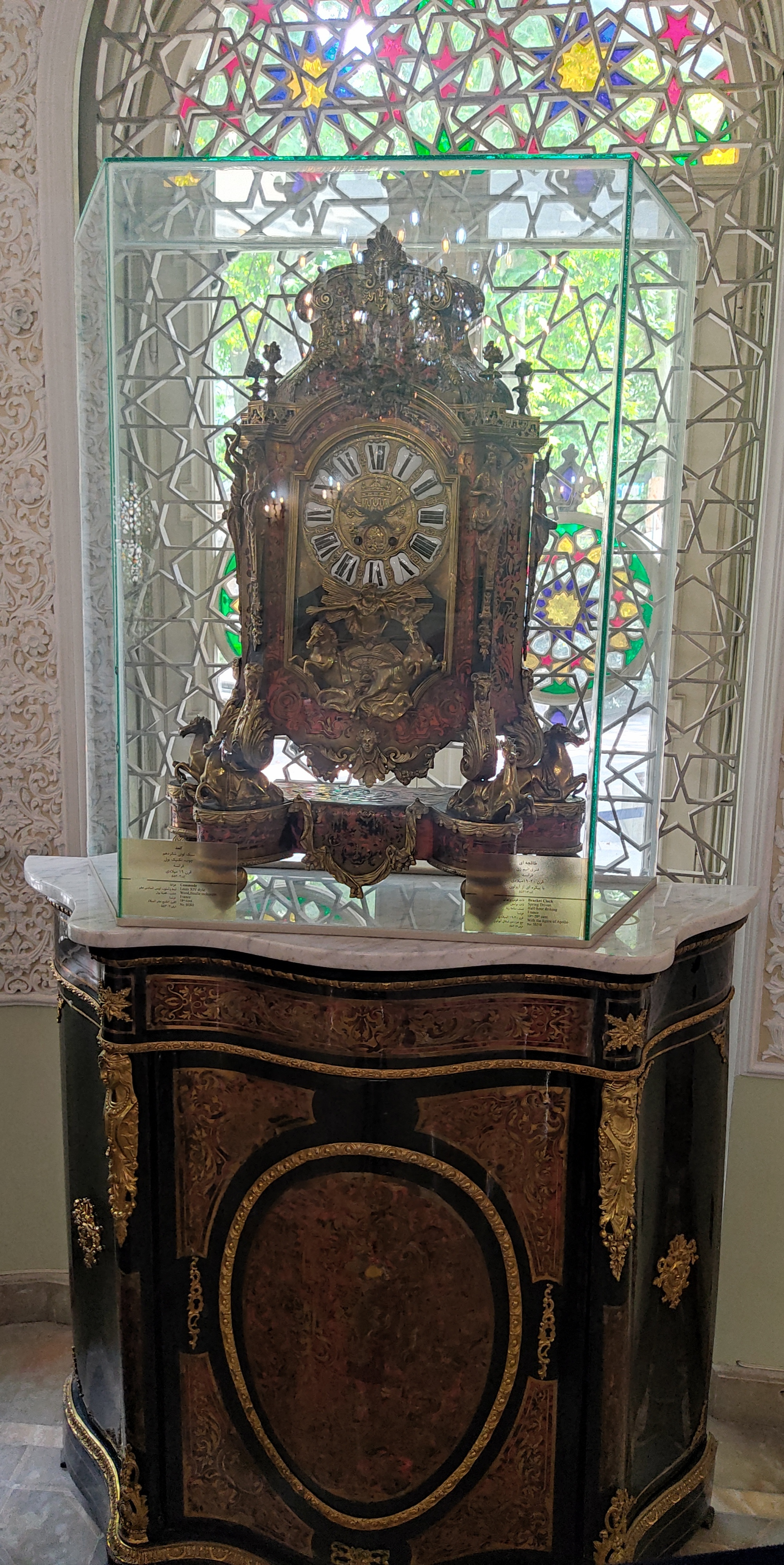
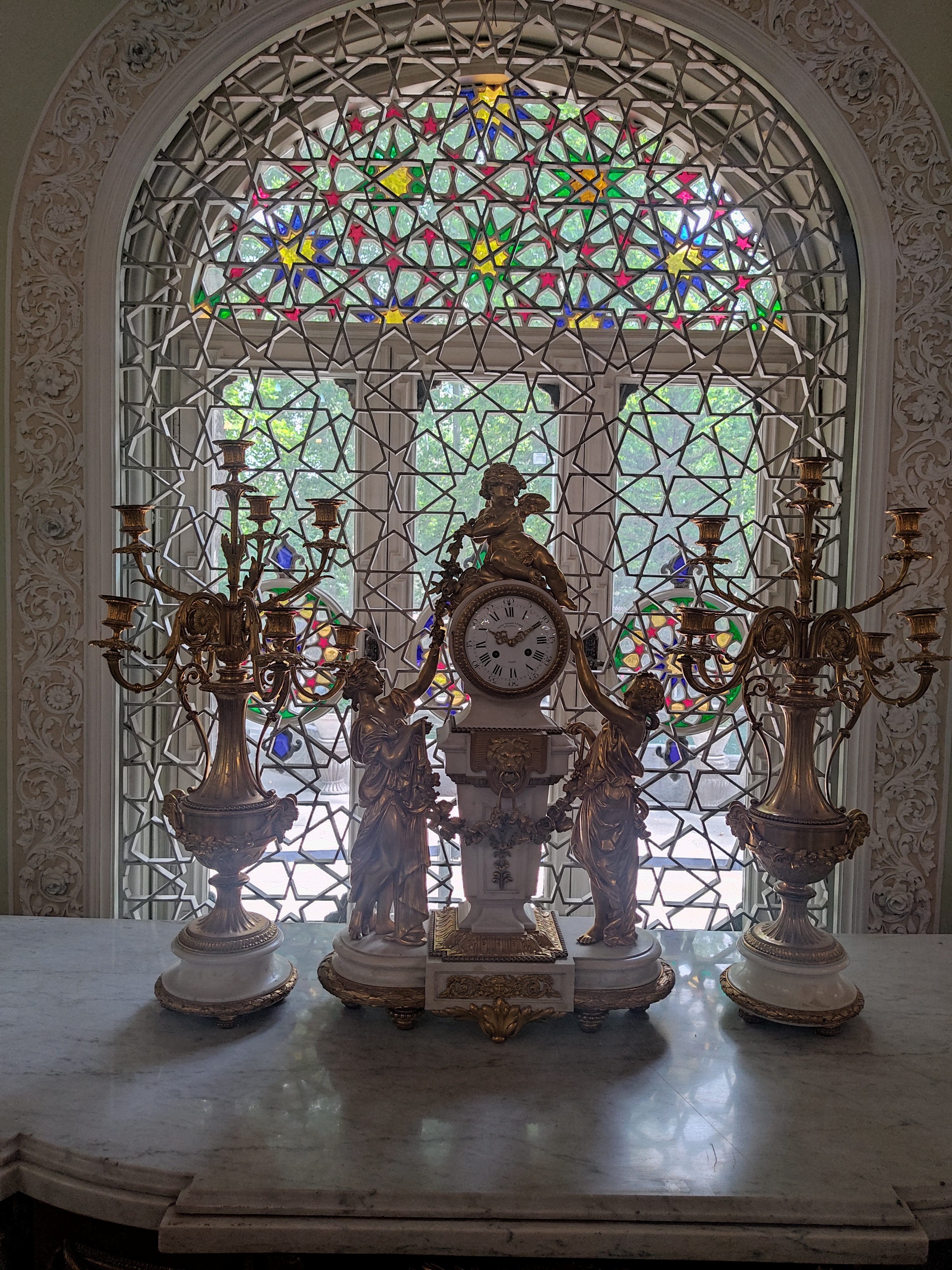
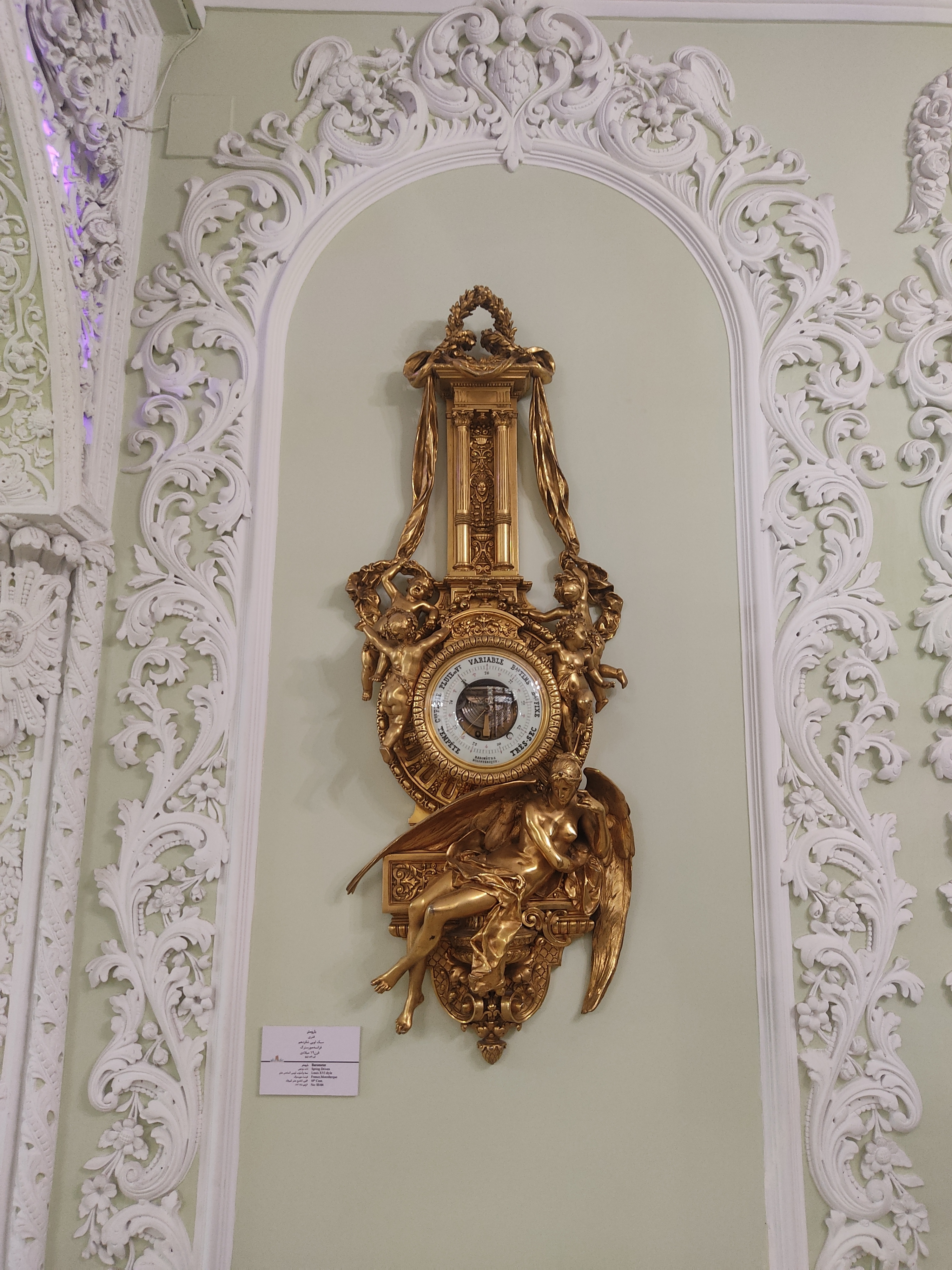

## نگارخانه

### نماهای بیرونی

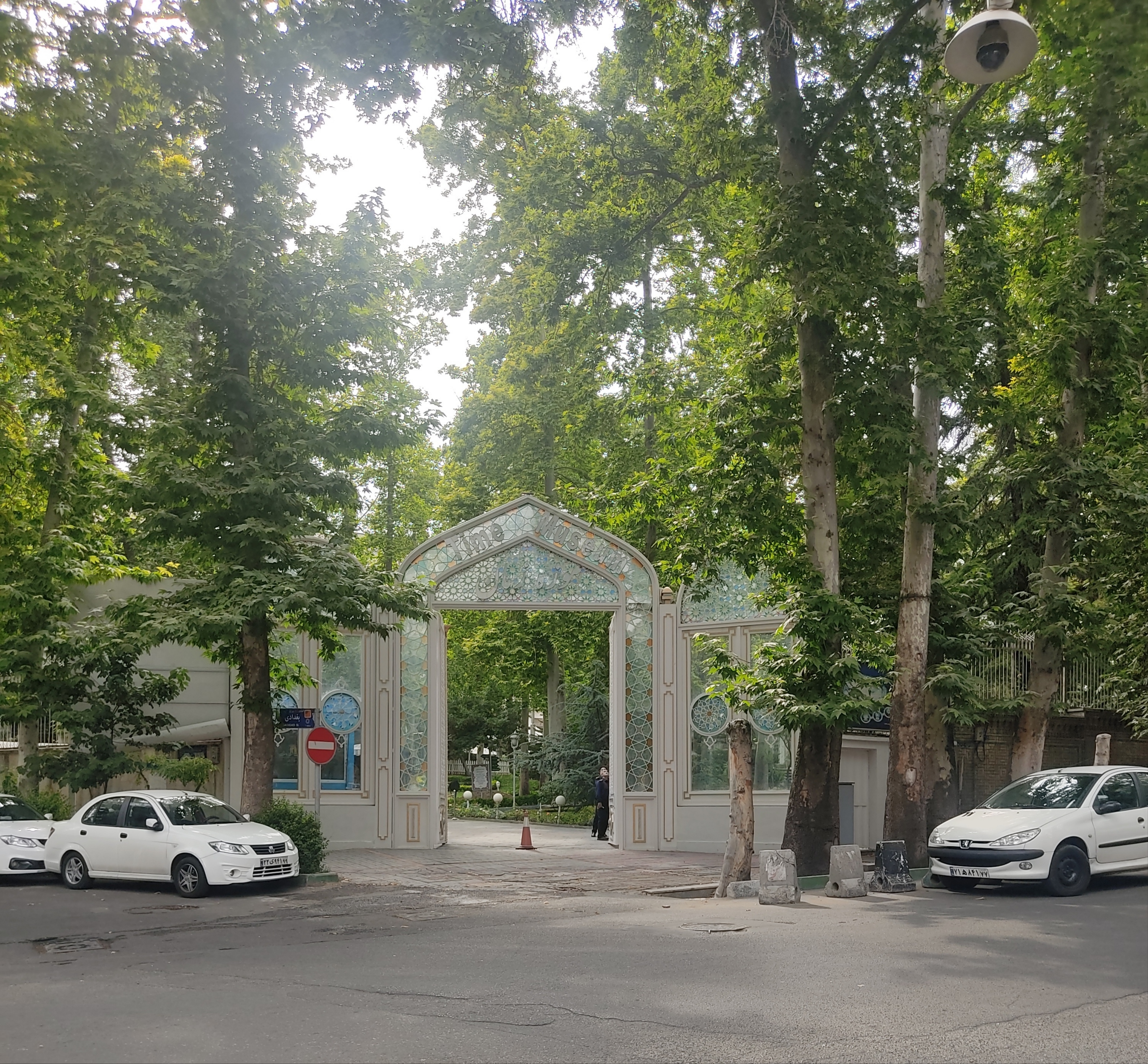
ورودی اصلی مجموعه
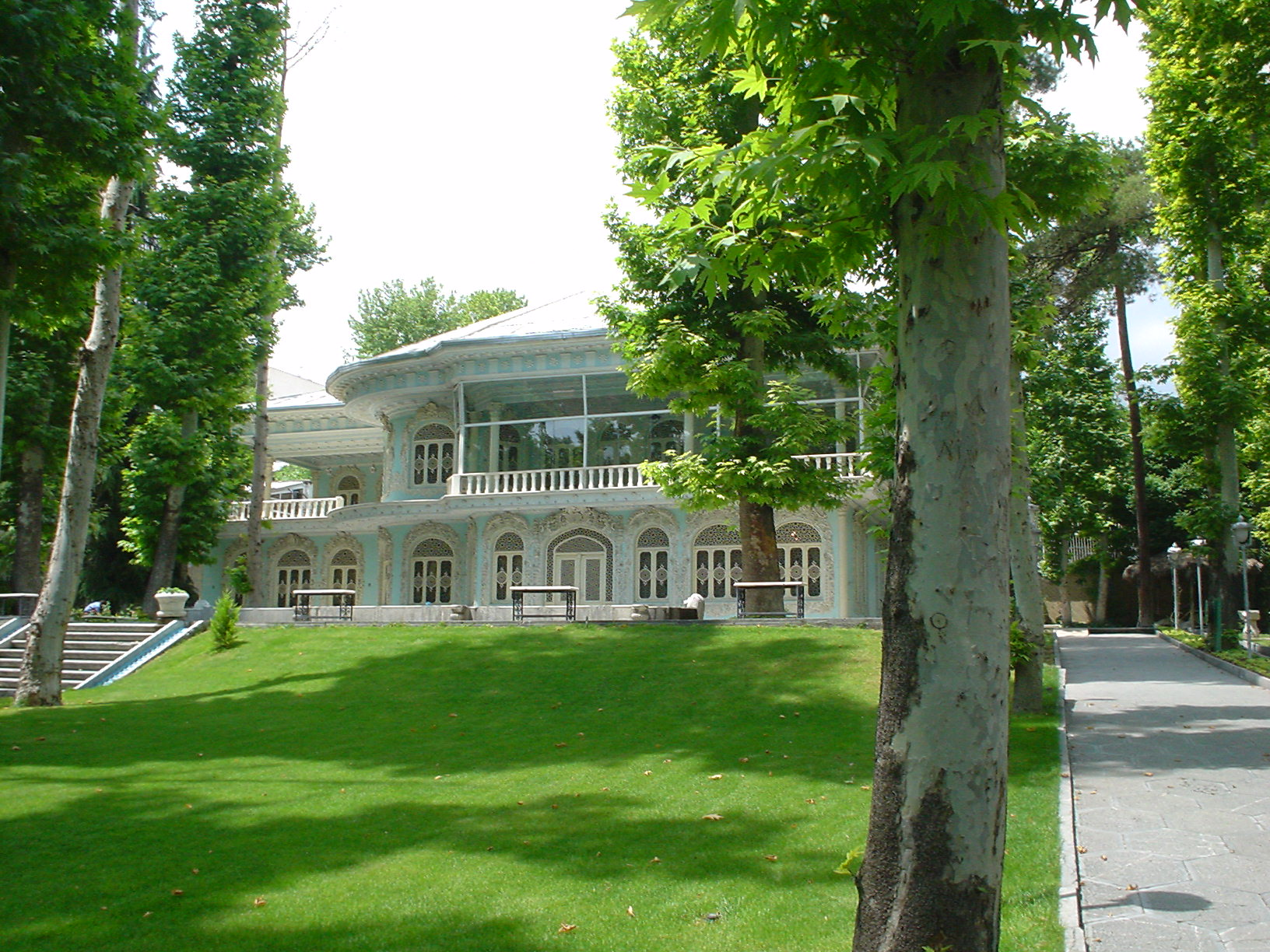
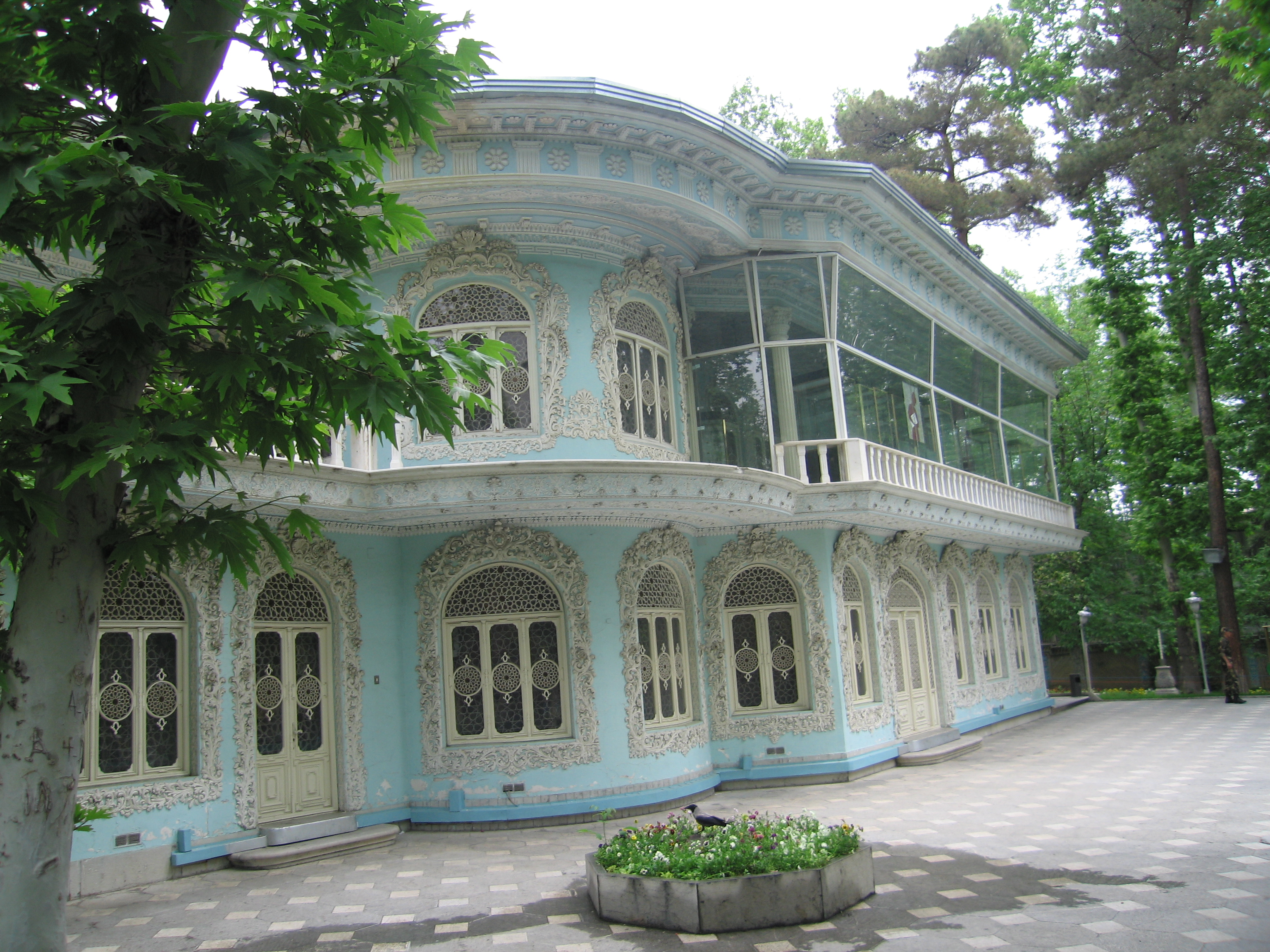
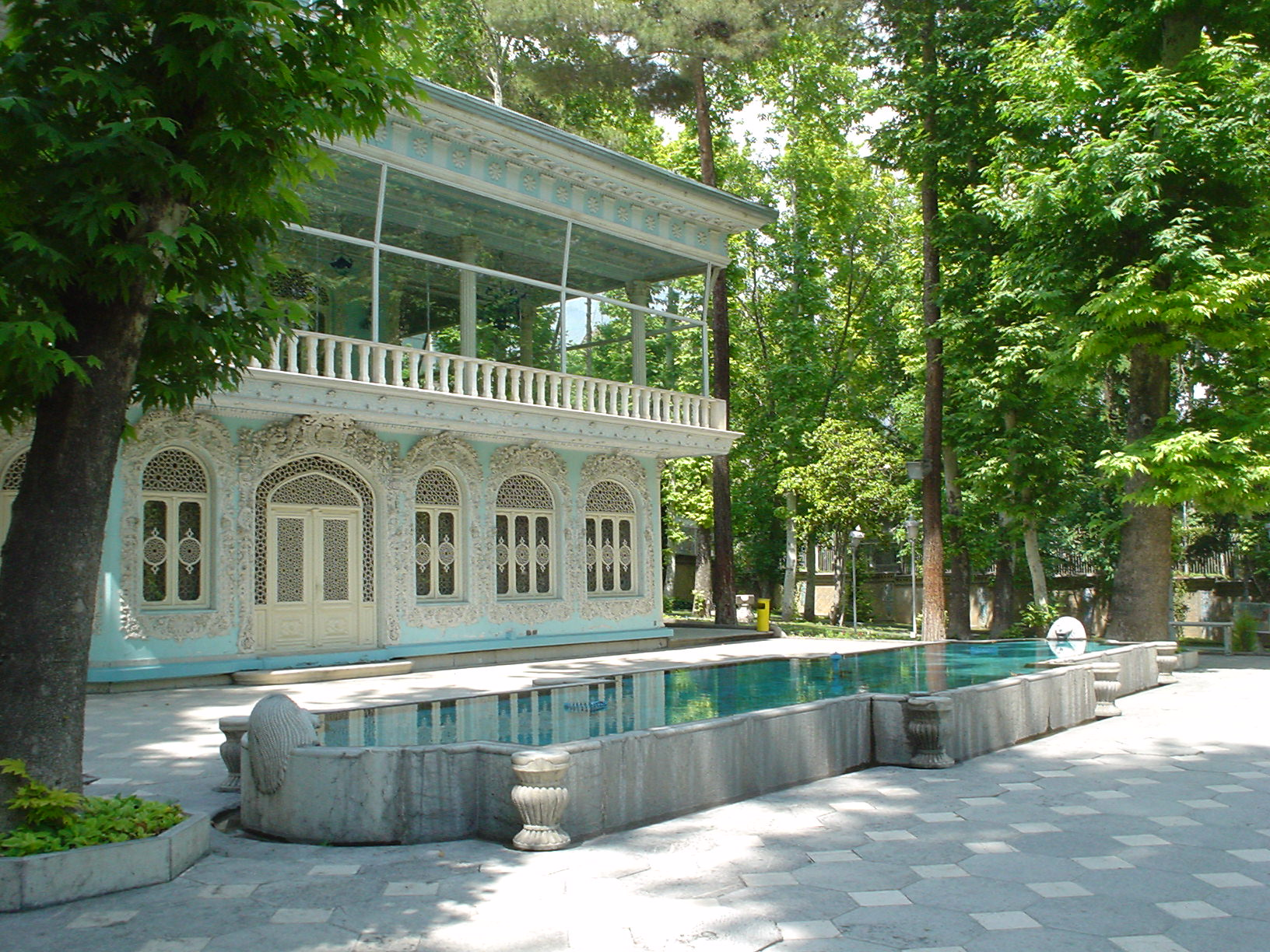
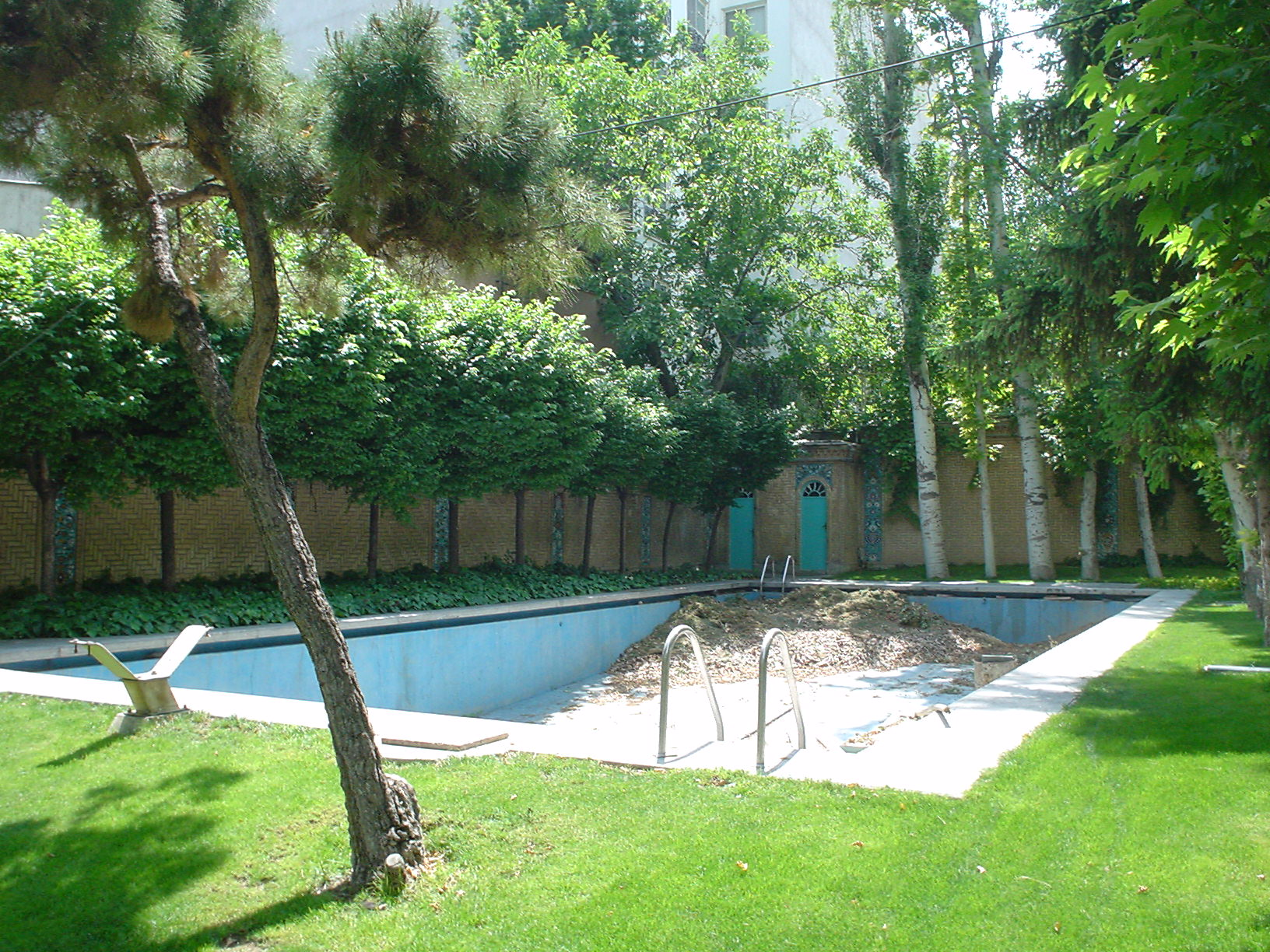
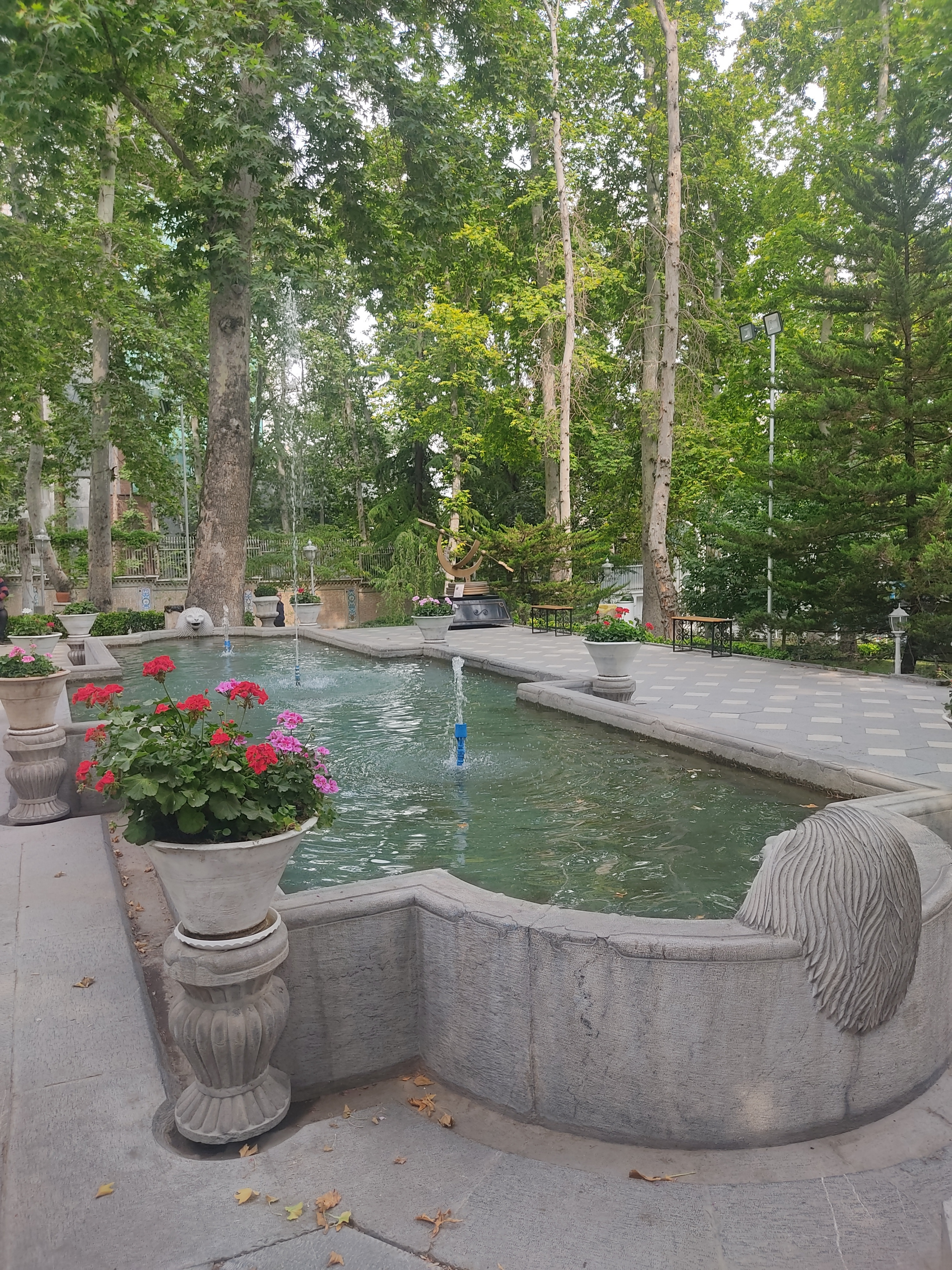

### تزئینات داخلی

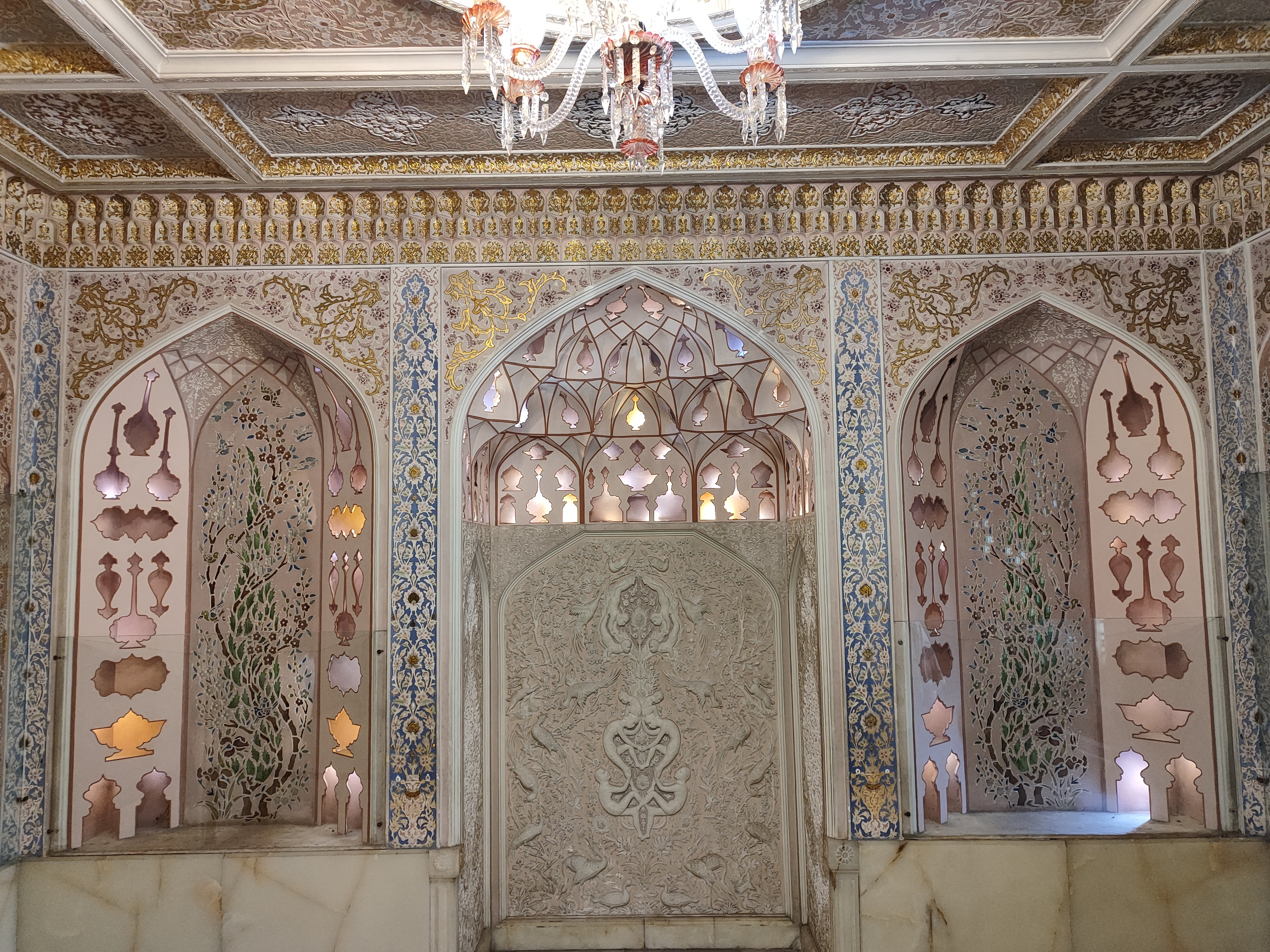
گچ‌بری اتاق اصفهانی‌ها
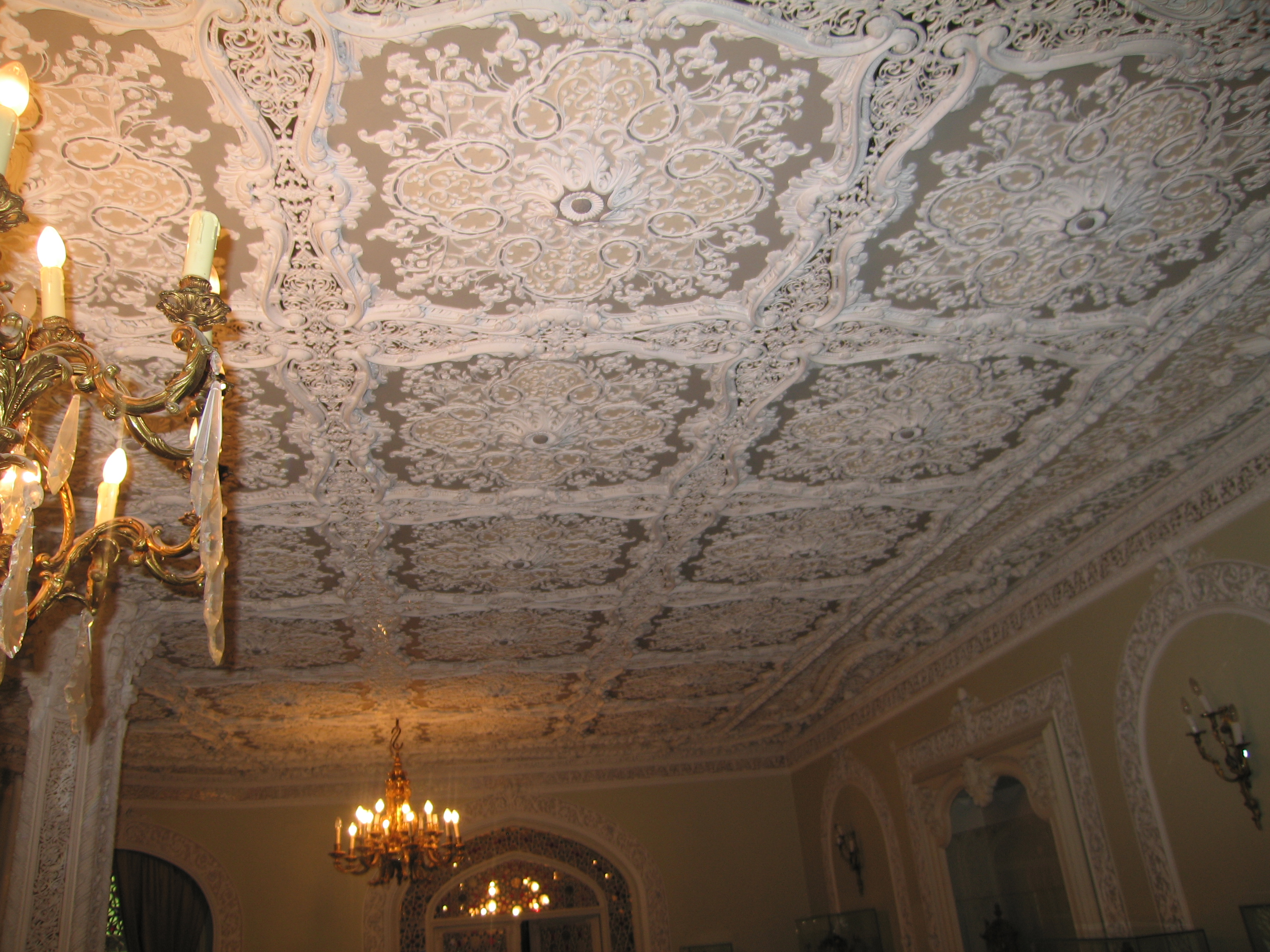
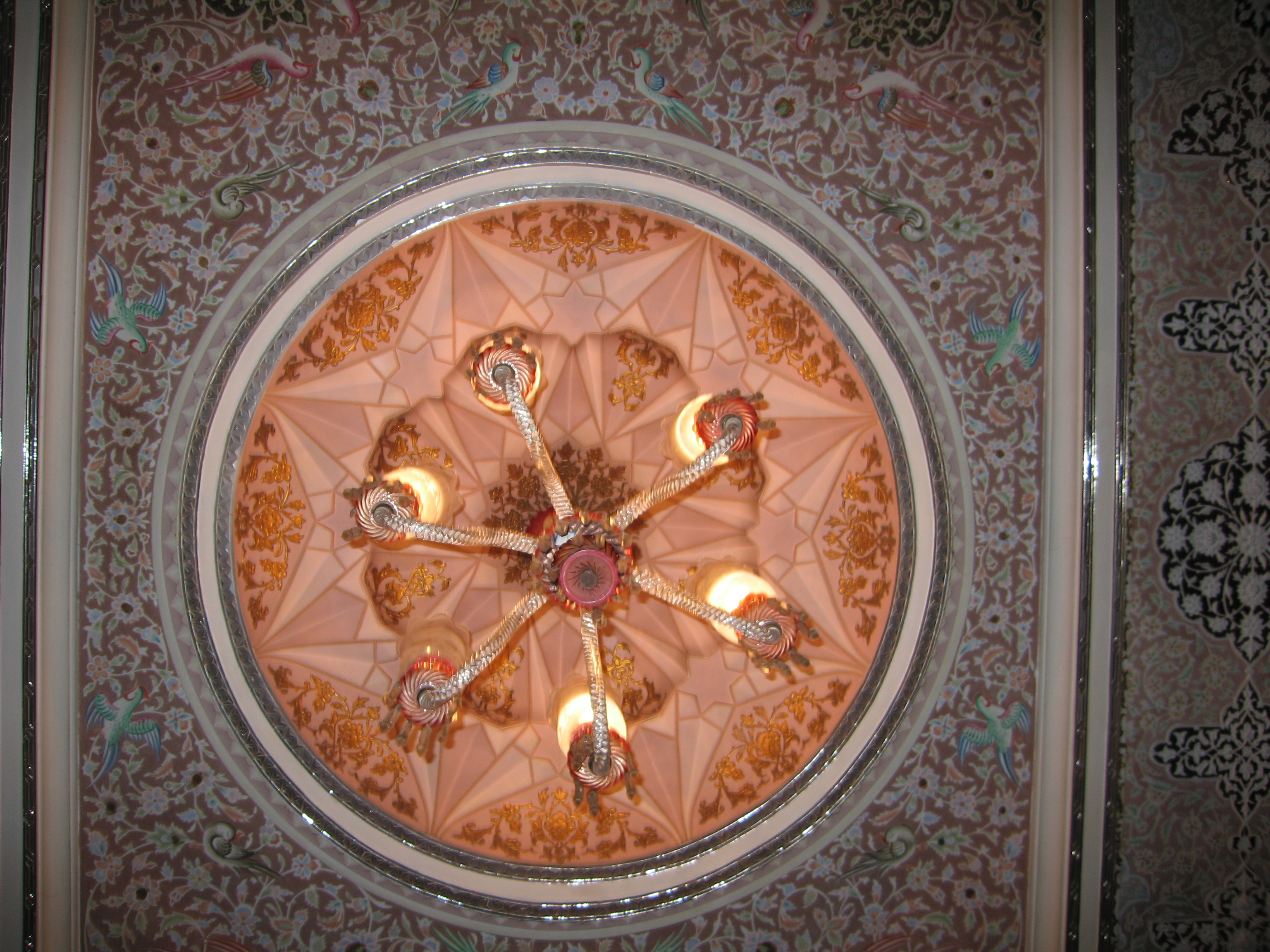
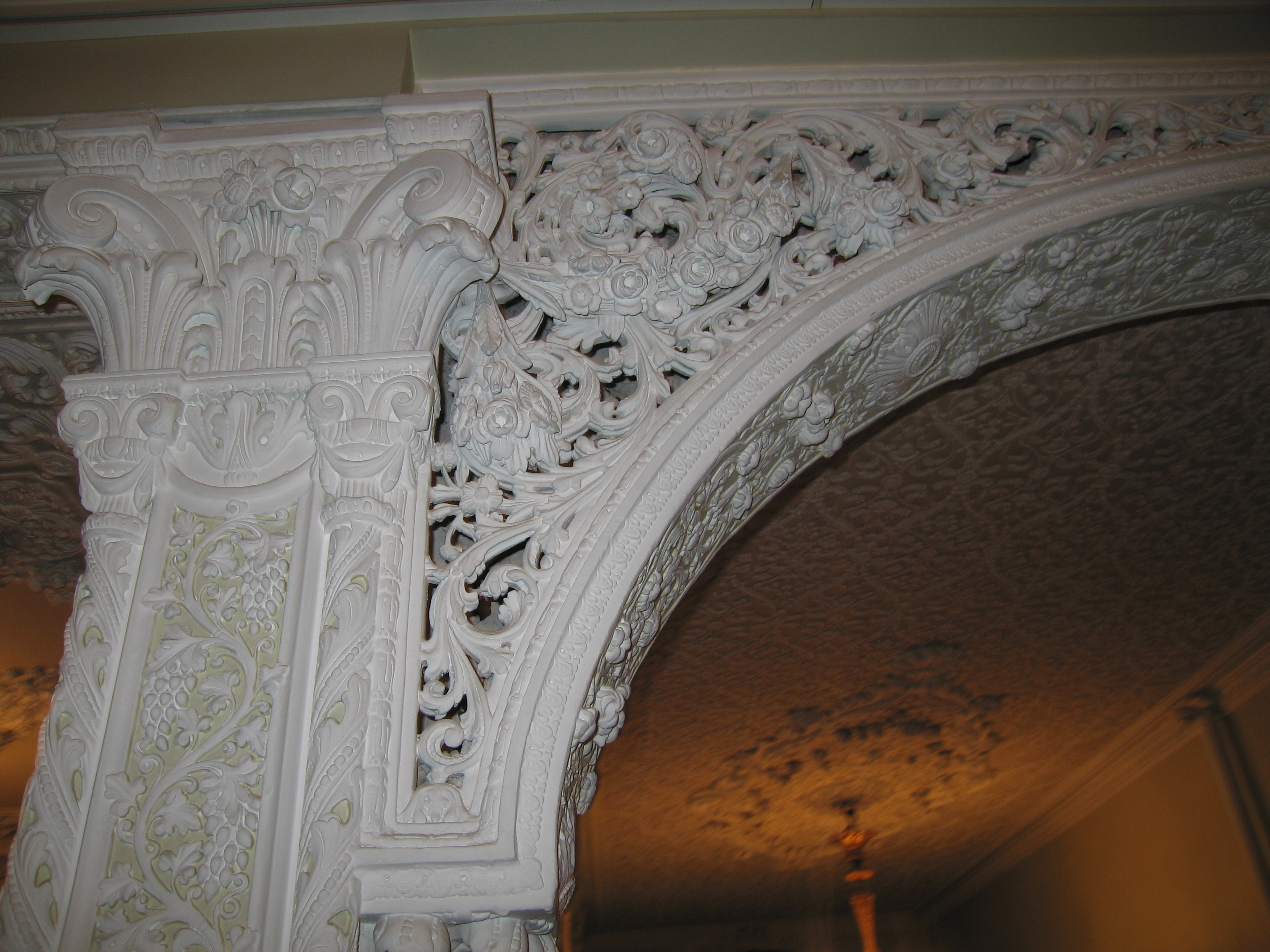
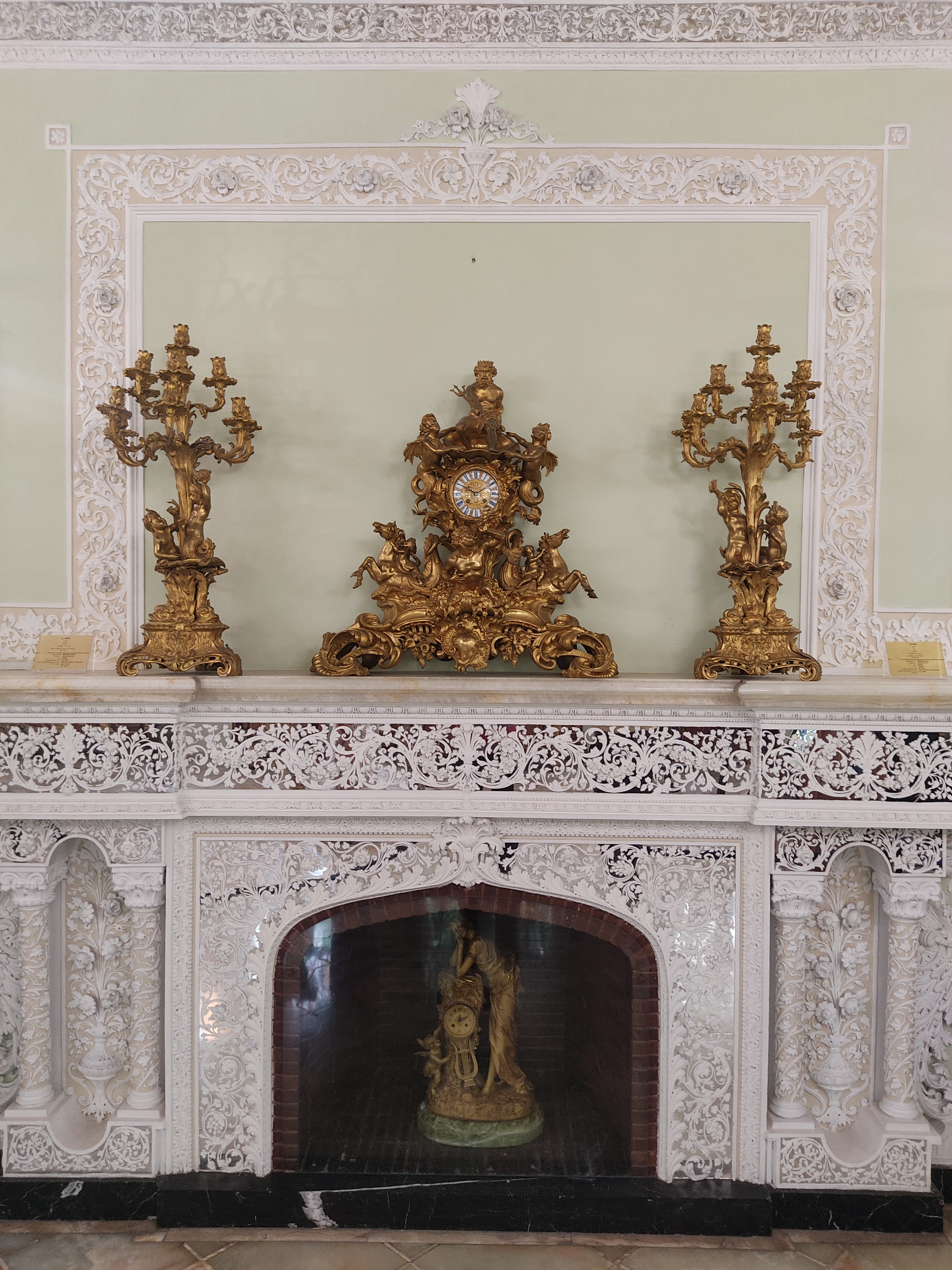
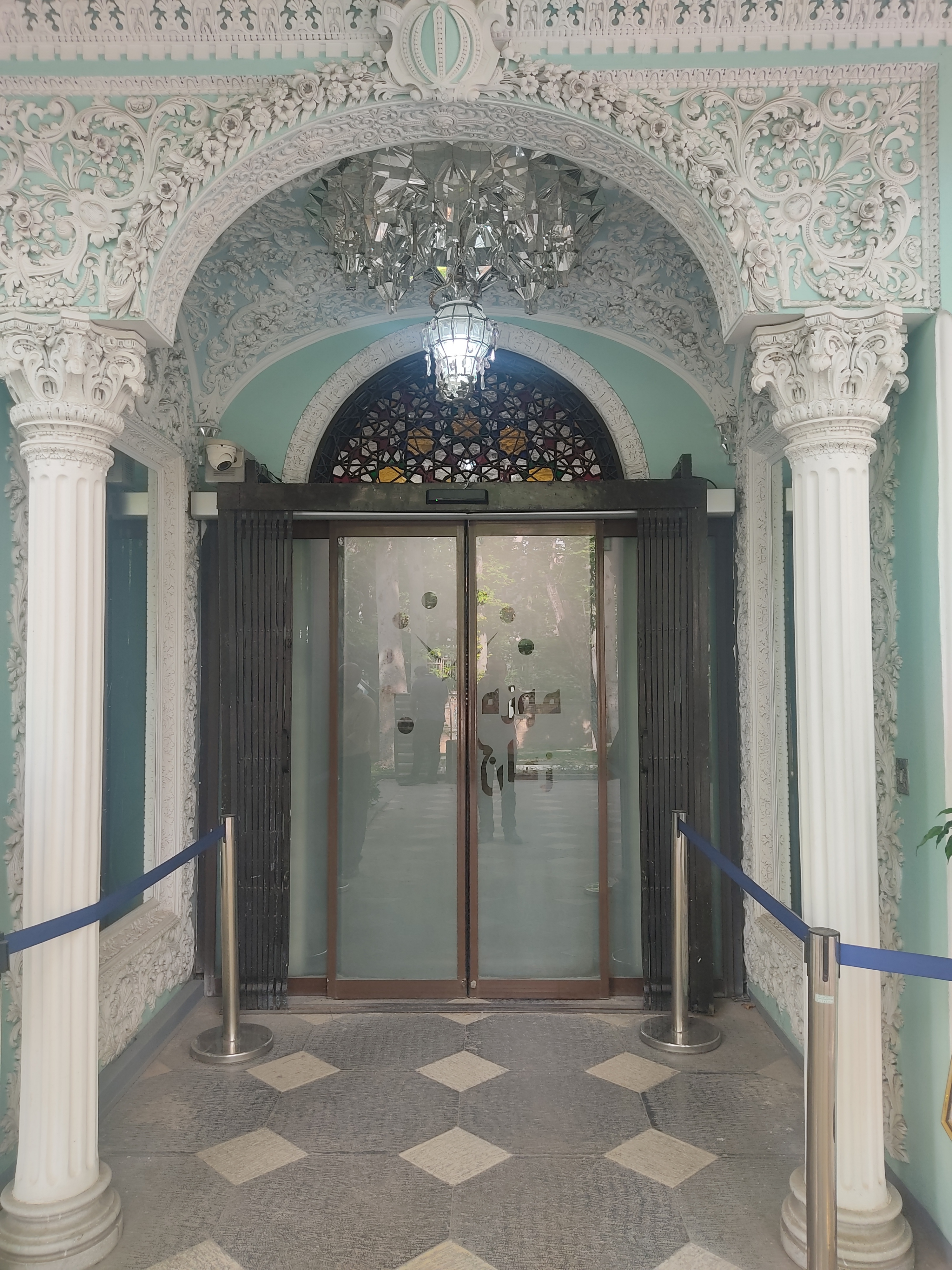
ووردی ساختمان
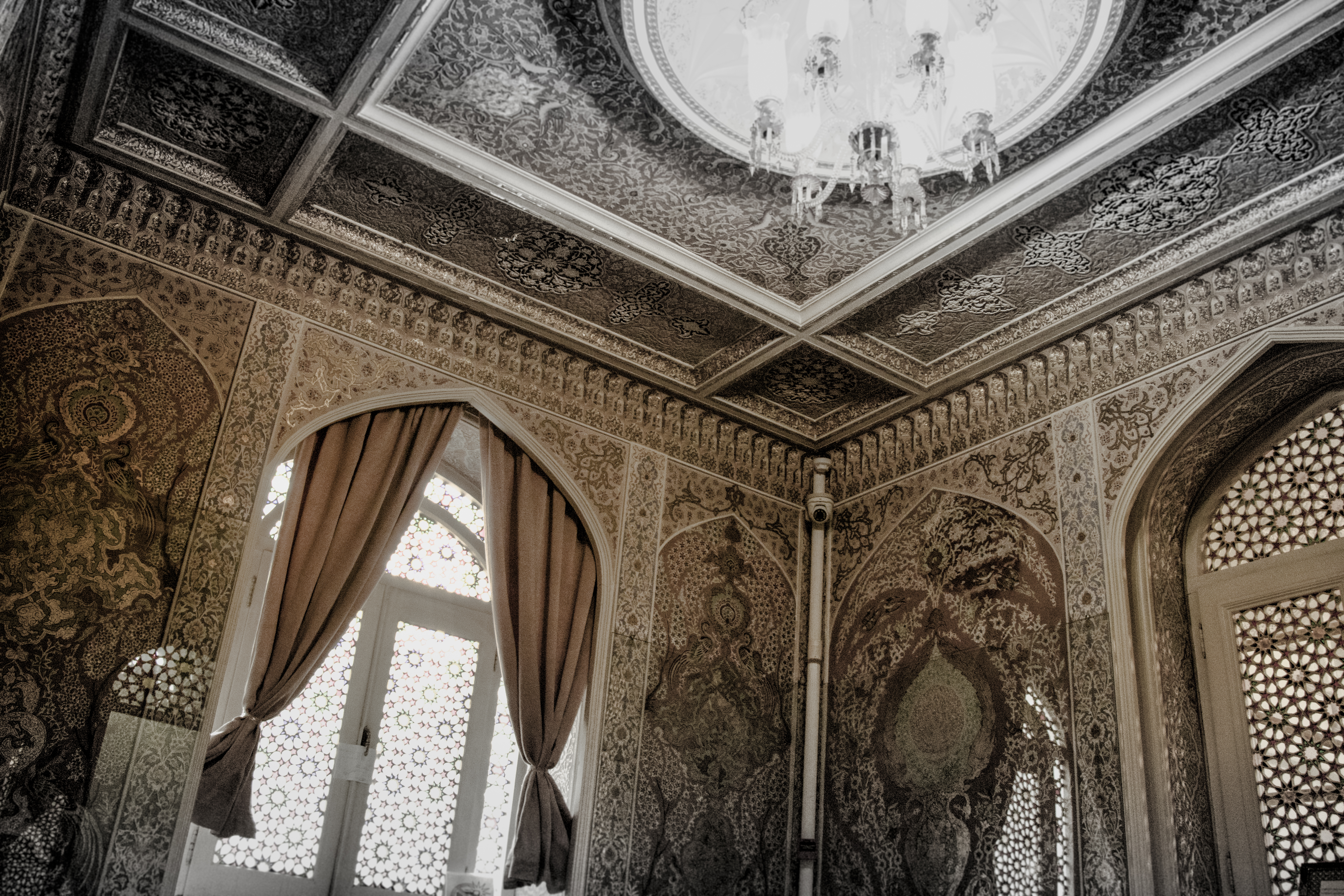
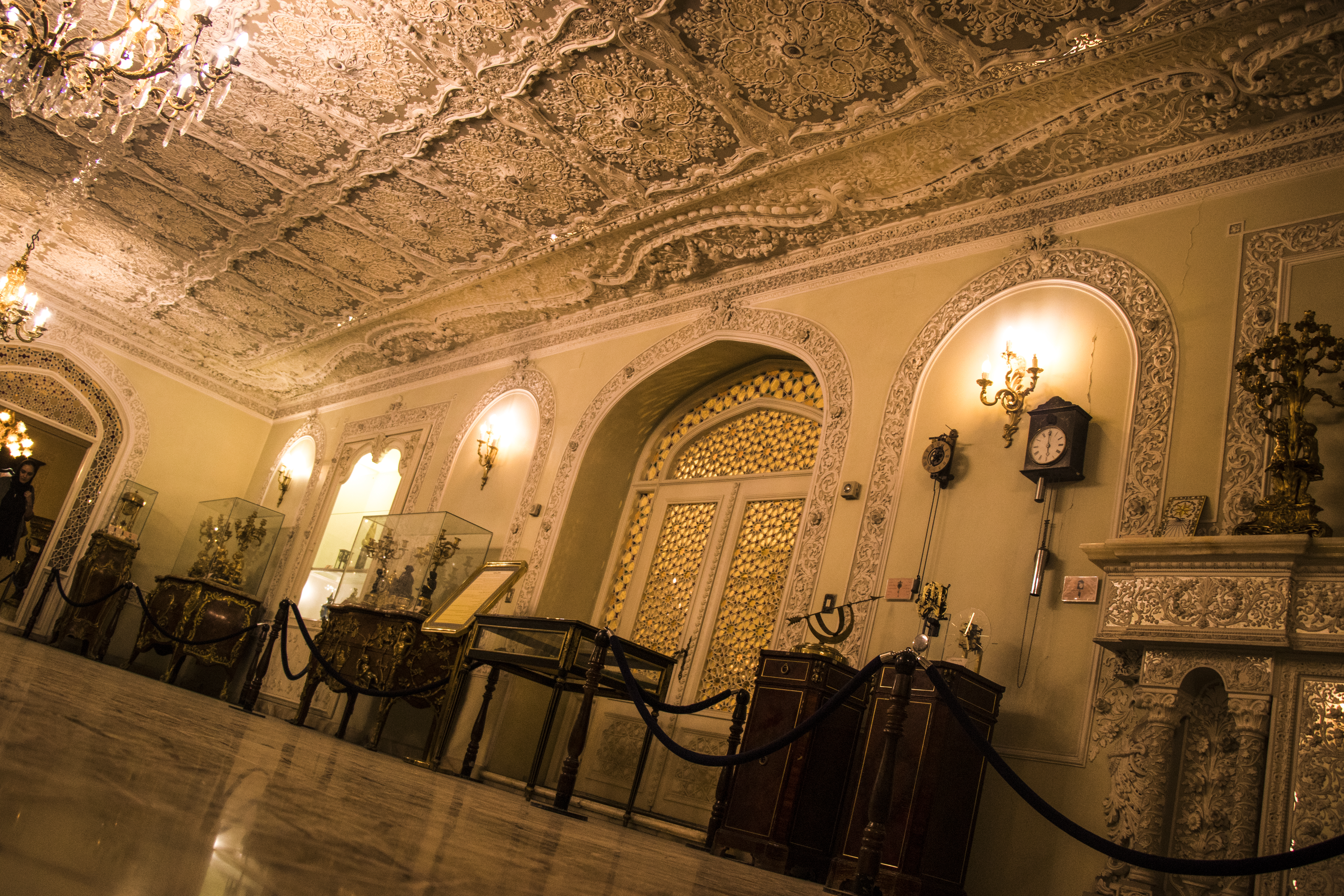
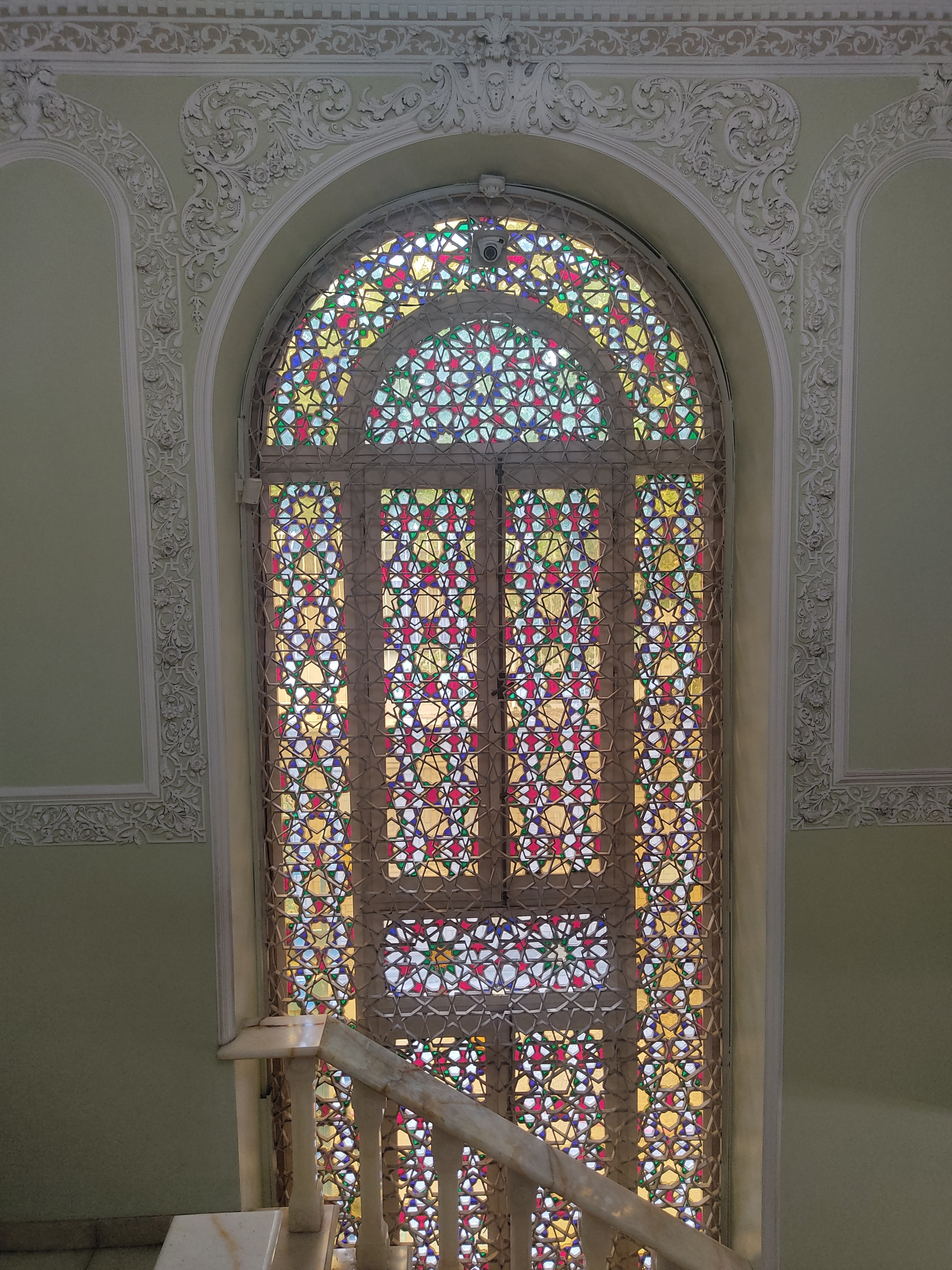
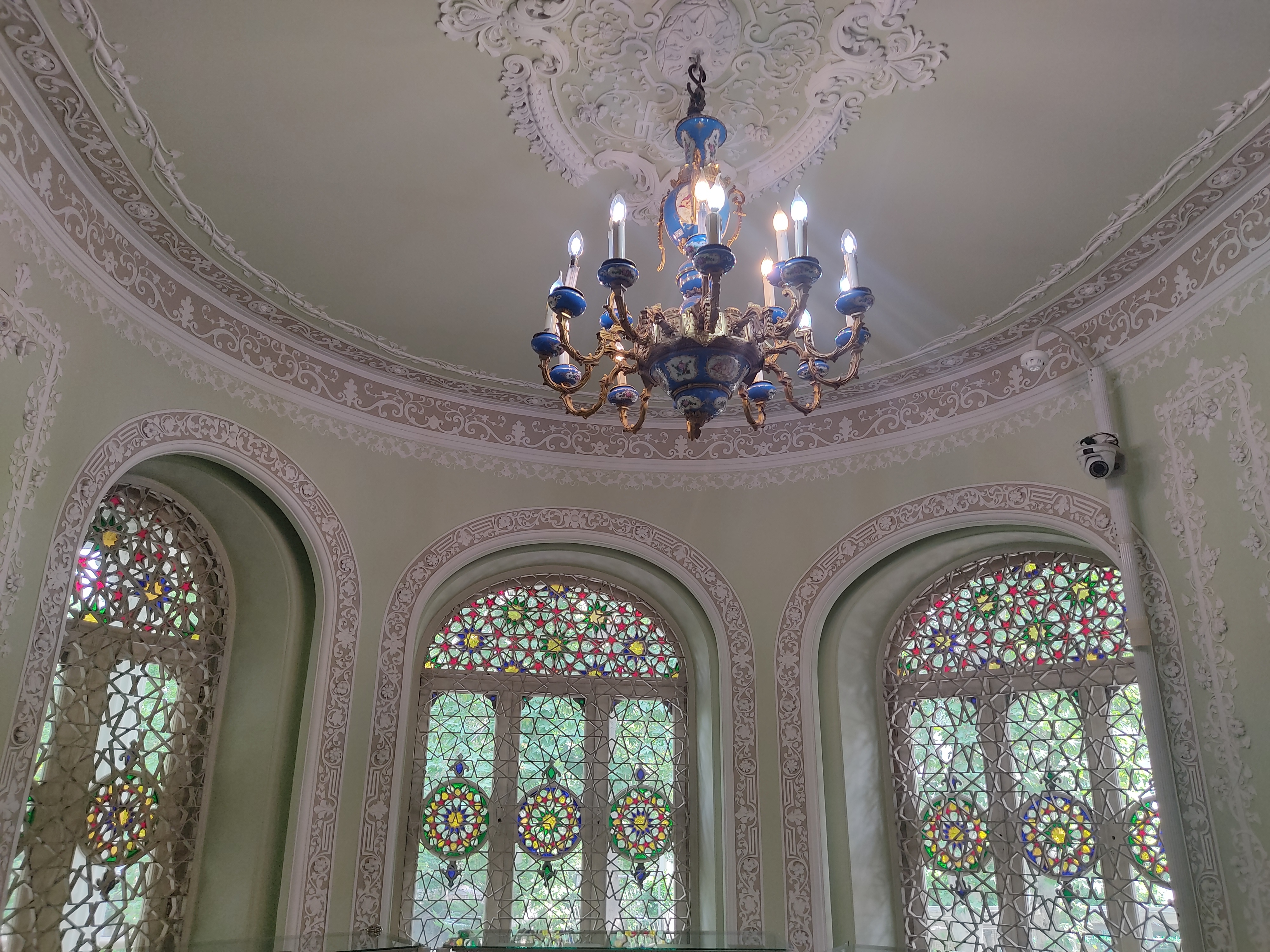
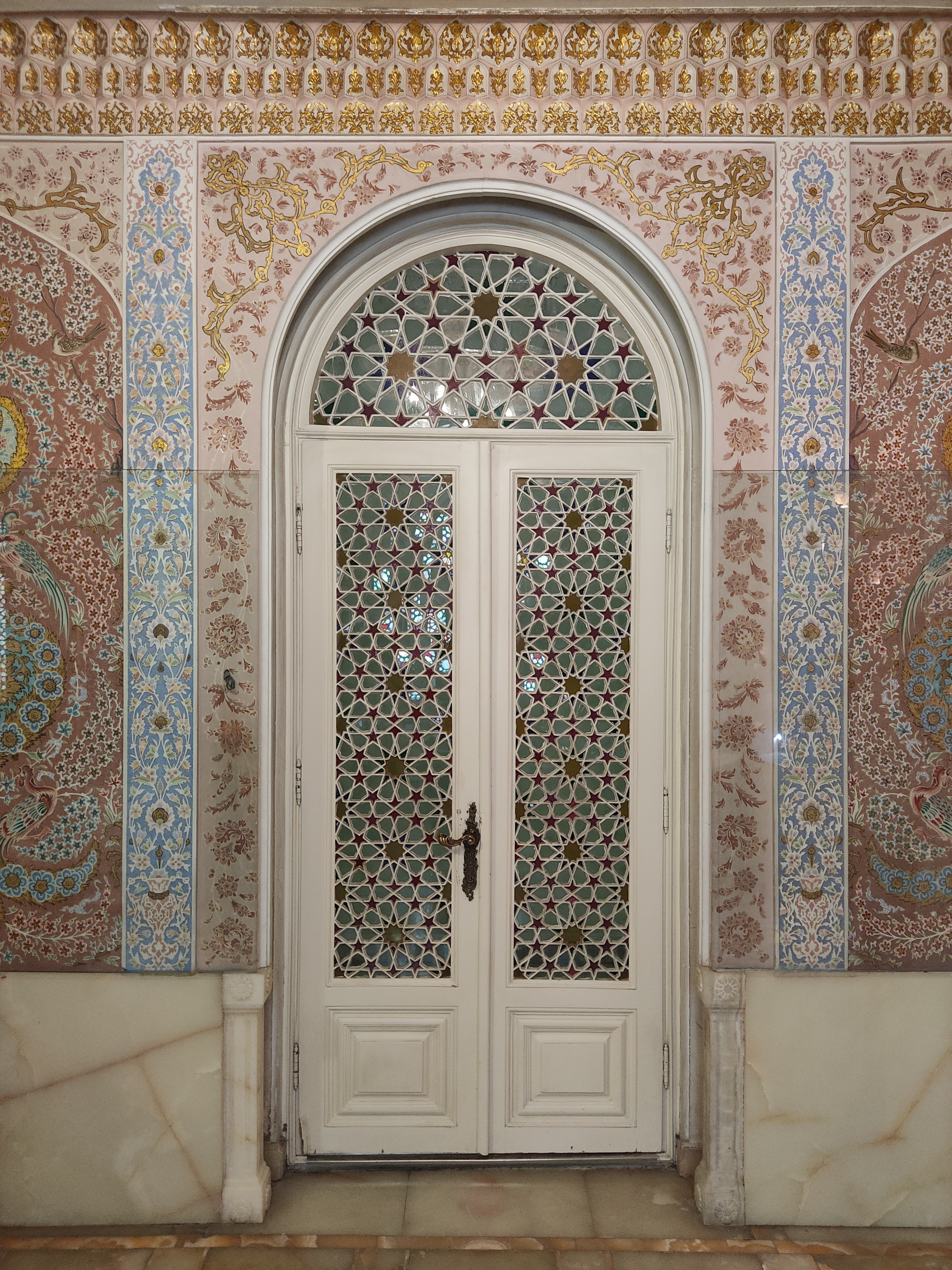
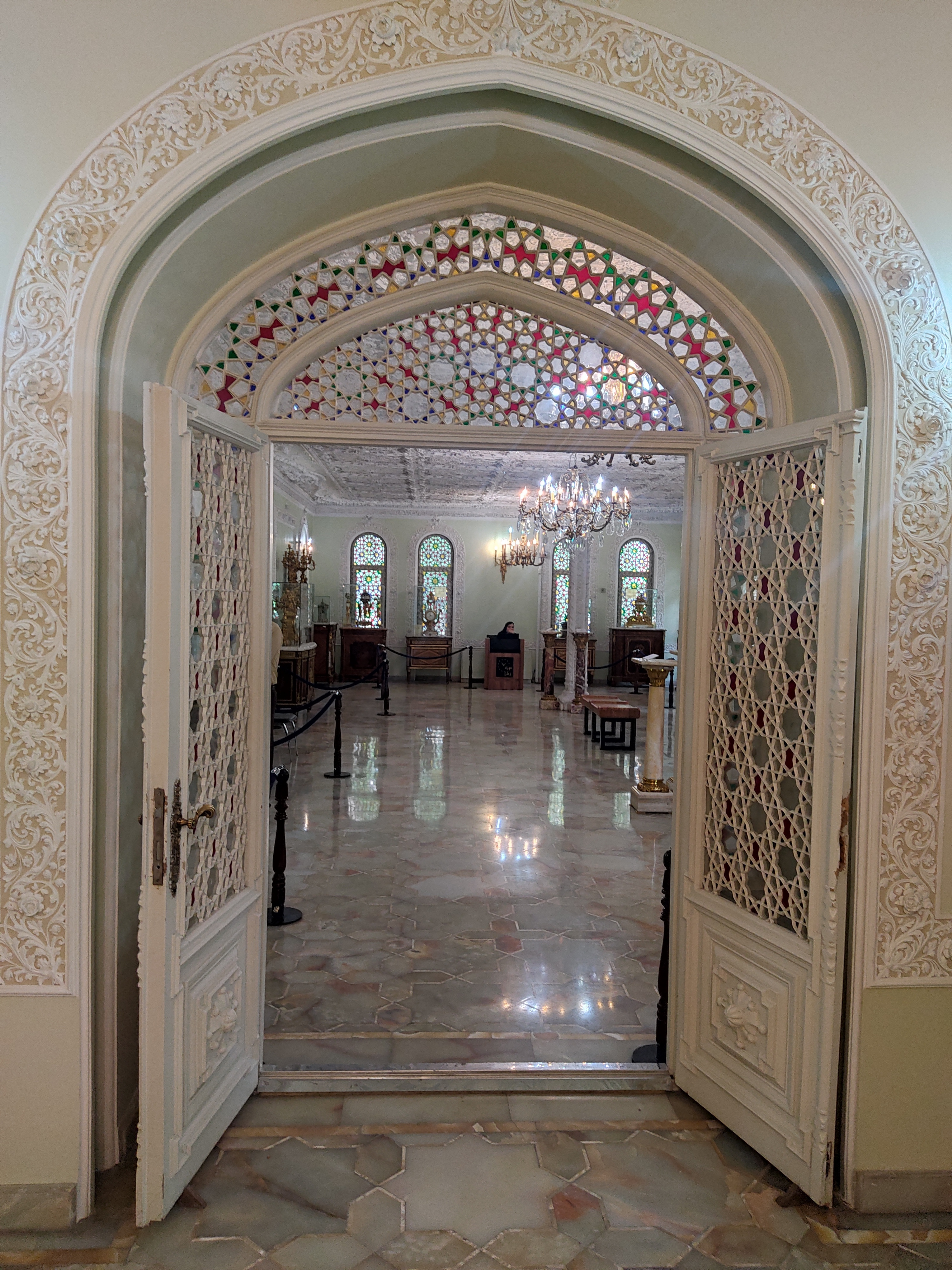